# 25 de Mayo (1841)
La fragata 25 de Mayo fue un buque de guerra de la Armada Argentina que participó de las acciones navales de la Guerra Grande, del Incidente del USS Congress, de la Guerra del Paraná y la Guerra entre la Confederación Argentina y el Estado de Buenos Aires.

## Historia
La fragata Kremlim, con matrícula de Boston, construida como buque de guerra en 1839 en Medford, Massachusetts, fue adquirida  en $f35000 al representante de su dueño, Enoch Train, en marzo de 1841 en el puerto de la ciudad de Buenos Aires por el gobierno de la Confederación Argentina para reforzar su escuadra, comprometida en la lucha contra las fuerzas riveristas en la Guerra Grande.
Tenía 40 m de eslora, 7 m de manga, 5 m de puntal, 3 m de calado medio y un desplazamiento de 316 t.
Se trataba a decir del comandante de la escuadra Guillermo Brown de "un buen buque, con fuertes curvas, alto entrepuente, que admitirá una buena batería".
En abril fue encomendada al capitán Tomás Craig, con instrucciones precisas para su alistamiento que se efectuó con la nave fondeada en Los Pozos. Craig retiró su artillería original y montó 18 carronadas de a 20 lb en la cubierta principal (nueve por banda), retiradas del antiguo bergantín Cacique, apresado por el corsario Jorge De Kay durante la guerra del Brasil. Agregó también 4 cañones largos de a 20 libras en el entrepuente, otros 2 de a 16 lb en el entrepuente y 2 gónadas de hierro de a 9 lb, en total 26 piezas.
Sur cureñas eran "construidas bajo un nuevo principio con correderas y los cañones de la cubierta principal tienen tornillos de elevación".

### Campaña

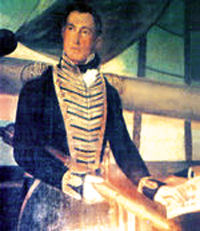
Guillermo Brown.

El 11 de mayo se afirmó el pabellón argentino en la nave y al mando del capitán Juan King, con una tripulación de 9 oficiales, 155 suboficiales y marineros y 45 de tropa embarcada, zarpó sumándose al bloqueo de Montevideo.
En julio, tras un período a cargo de Craig como comandante accidental, pasó a ser mandada por el capitán Joaquín Hidalgo.
Participó del Combate de Santa Lucía en la mañana del 3 de agosto de 1841. Brown sostuvo la mayor parte de la acción en solitario con el bergantín General Belgrano, buque insignia. Tras el encuentro, la flota oriental perdió la goleta Rivera pero los daños en el Belgrano obligaron a Brown a suspender el sitio y regresar a Buenos Aires. El parte de Brown del 5 de agosto de 1841 fue sumamente duro con Hidalgo, quien dejó el mando y fue suplantado como comandante accidental por el capitán José González.
El 28 de septiembre de 1841, Brown consideraba al 25 de Mayo, uno de los dos "únicos buques bajo mi mando que pueden realmente llamarse suficientes y capaces para servicio activo, particularmente, apenas haya un poquito de marejada".
En octubre de 1841 asumió nuevamente el mando propietario el irlandés Juan King, reintegrándose al bloqueo con el resto de la flota.
Luchó en el combate del 9 de diciembre que culminaría con la captura del Cagancha y en el Combate del 21 de diciembre de 1841 que cerraría la Campaña naval de 1841, luego de los cuales pasó a Buenos Aires para repararaciones.
En la madrugada del 17 al 18 de enero de 1842 estuvo a punto de naufragar en su fondeadero de Los Pozos por un fuerte temporal. El parte de Brown del siguiente día críticaba la conducta del comandante Juan King durante la crisis.
Permaneció en reparaciones durante febrero y marzo regresando al bloqueo hasta fines de abril, cuando pasó nuevamente a Buenos Aires, donde sufrió un intento de incendio en los Pozos atribuido a agentes orientales.
En junio de 1842, fue afectada junto al General San Martín a la llamada 2° División de la escuadra, al mando de Juan Bautista Thorne, con la misión de patrullar los accesos al delta del Paraná para impedir la entrada de refuerzos destinados al nuevo comandante riverista Giuseppe Garibaldi perseguido en el río Paraná por el resto de la escuadra argentina al mando de Brown.
Tras la destrucción de la escuadra de Garibaldi el 15 y 16 de agosto de 1842 en el Combate de Costa Brava se restauró el bloqueo. En abril de 1843 regresó a Buenos Aires y el comandante King fue reemplazado por el teniente John Gard por encontrarse enfermo. Regresó nuevamente al bloqueo pero la suerte de Gard no fue mejor y falleció a bordo en el mes de mayo por enfermedad, siendo reemplazado por el teniente Juan Fitton.
En agosto de 1843 pasó a bloquear Maldonado. En octubre volvió a aguas de Montevideo y Fitton fue reemplazado por el capitán Santiago Maurice hasta abril de 1844 y, tras el comando accidental del capitán Nicolás Jorge, en mayo asumió nuevamente Juan Fitton, quien al pasar Brown a Buenos Aires con la General Belgrano para reparaciones y ausente su reemplazante Antonio Toll, se hizo cargo de hecho de la escuadra bloqueadora.

### Captura por la USS Congress
El 29 de septiembre de 1844 el pailebot armado oriental San Cala abrió fuego de fusil sobre un buque pesquero que intentando burlar el bloqueo había atracado junto a una barca mercante sin bandera. Los disparos alcanzaron al mercante, que izó bandera estadounidense.
Cuando la San Cala regresaba a ocupar su posición en la línea bloqueadora fue abordada por la fragata de 52 cañones USS Congress. Pese a que el San Cala llevaba bandera oriental, el comandante Philip Falkerson Voorhees decidió actuar sobre la flota argentina.
Cuando la goleta 9 de Julio (Eduardo Brown) pasaba a tiro de cañón del USS Bainbridge (12 carronadas de a 32 lb) fue a su vez detenida y abordada, mientras que la Congress abordaba por una de sus amuras a la 25 de Mayo y sin mediar intimación hacía fuego, para luego ordenar a Fitton que arriase su bandera, a lo que se negó.
Viendo que se acercaba el bergantín goleta Republicano (Tomás Craig) Voorhees dejó al 25 de Mayo y se dirigió sobre el pequeño bergantín capturándolo. Fitton, desconcertado, envió un bote de parlamento a la orden de un oficial para demandar explicaciones sobre los ataques, pero Voorhees por toda respuesta incautó el bote y tomó prisioneros a sus tripulantes, tras lo cual regresó sobre la 25 de Mayo y exigió nuevamente que arriase el pabellón. Fitton respondió que solo lo haría compelido por un acto que demostrara el ejercicio abierto de una fuerza superior, con lo que comprendiendo la formalidad exigida la Congress disparó un cañonazo, el que fue respondido por otro de la 25 de Mayo, que seguidamente arrió su bandera
Capturada la 25 de Mayo y hecha prisionera su tripulación y oficialidad, finalmente Voorhees recibió a Fitton y acordó liberar a los buques capturados pero se negó a efectuar reparación alguna, ante lo que Fitton respondió que ante el ultraje gratuito a su pabellón y a menos que se ofrecieran las debidas reparaciones no podía volver a hacerse cargo haciendo responsable al comandante estadounidense del destino de la escuadra.
El 2 de octubre Antonio Toll se unió a la escuadra y al tomar conocimiento de los hechos efectuó de inmediato una junta de guerra que resolvió no continuar con esa situación y que a las 8 se enarbolase el pabellón en todas las unidades de la escuadra dando por superado el incidente y restableciendo el bloqueo, lo que fue censurado por su gobierno.
Recién la llegada del jefe de la estación naval estadounidense en Río de Janeiro comodoro Daniel Turner que a fines de octubre aceptó las reparaciones exigidas y comprometió el enjuiciamiento de Voorhees, cerró el incidente.

### Robo de la escuadra
El resto del año permaneció al mando del teniente 1° José María Pinedo. En febrero de 1845 pasó a Buenos Aires para efectuar reparaciones y el 12 de febrero se hizo cargo del mando el coronel Francisco Erézcano. En abril se reintegró al bloqueo.
A partir del 21 de julio de 1845 recrudecieron las agresiones a la escuadra bloqueadora argentina por parte de las escuadras de Gran Bretaña y de Francia surtas frente al puerto de Montevideo.
La corbeta Cadmus (inglesa, de 16 cañones) y el bergantín D'Assas (22 cañones) rodearon en la noche del 21 de julio al bergantín San Martín y a la corbeta 25 de Mayo. A las 11 de la mañana del 22 de julio los capitanes Thomas Sabine Pasley y Moursieur, comandantes de los buques insignias de las flotas aliadas, en nombre de los almirantes Inglefield y Lainé, notificaron verbalmente a Brown que "quedaba detenida la escuadra a su mando". Brown les solicitó que le comunicaran la intimación por escrito para informar a su gobierno, cosa que nunca sucedió.
Luego de mantener la situación por varios días, Brown resolvió provocar a una definición. El 2 de agosto a las tres de la tarde el 25 de Mayo, seguidos del San Martín y el 9 de Julio iniciaron las maniobras de partida. Brown esperaba que o bien se le permitiera zarpar o se le enviara un bote de parlamento, pero no que fuera atacado, no existiendo estado de guerra ni mediando intimación alguna.
El 3 de agosto de 1845 en la acción conocida como el robo de la escuadra, la escuadra argentina fue abordada en una operación conjunta de las escuadras de Gran Bretaña y de Francia.
Brown relataría en su parte los sucesos posteriores:

"Puesto en vela el San Martín con su artillería descargada, también se dieron a la vela el Cadmus, Satelite y Dasa [D'Assas] rompiendo sus fuegos [sobre] el San Martín y la 25 de Mayo, logrando ponerle una bala por la cara de popa que corrió toda la cámara, colocándome poco después en la fuerte como amarga situación de valorar debidamente las consecuencias de una imprudente resistencia pues que ella sólo produciría el sacrificio de vidas inocentes, mucho más cuando las artillerías estaban descargadas, como lo conocieron los apresadores del San Martín y la 25 de Mayo...al posesionarse del mando de ellas, pues era innecesario tenerlas cargadas donde no existían enemigos que combatir."
Parte de Guillermo Brown al canciller Felipe Arana, Buenos Aires, 9 de agosto de 1845.

En el San Martín y el 25 de Mayo se izó la insignia francesa y en las goletas Maipú y 9 de Julio la  inglesa, no levantándose al comienzo ninguna en el bergantín General Echagüe. Se desembarcaron las velas y aseguraron las armas. En el posterior reparto, la 25 de Mayo fue asignada a los británicos y pasó a servir de depósito para la escuadra británica en el Río de la Plata.
Entre 1845 y 1850, durante el largo Bloqueo anglo-francés del Río de la Plata, la 25 de Mayo permaneció con pabellón inglés y parcialmente desmantelada siendo untilizada como pontón depósito de la escuadra británica.
Tras el Tratado Arana-Southern fue devuelta el 5 de marzo de 1850 siendo conducida desde Montevideo a remolque por el pequeño vapor HMS Harpy y pasó a ser comandada por Santiago Maurice (mayo) y a partir de junio de ese año por el sargento mayor Francisco José Seguí.
Al ser devuelta tenía montadas 12 carronadas de hierro de a 20 libras y 20 portas para cañones, según el inventario realizado al momento de su recepción.

### Pontón25 de Mayo
En mayo de 1852 asumió el mando el teniente Juan Masón. El 28 de agosto de 1852 se resolvió reemplazar al viejo Cacique como buque estacionario, guarda puerto y pontón sanitario en la rada de Buenos Aires.
Una inspección del 25 de Mayo desaconsejó su ulterior empleo militar, por lo que fue elegido para cubrir esa función. Con ese objeto, se modificó su artillería reduciéndola a 4 carronadas de a 20 libras y se colocó al tope del palo mayor la farola donada en 1833 por la Sociedad de Prácticos Lemanes, visible a 5 millas como aviso a los navegantes y que operaba con el aceite provisto gratuitamente por dicha sociedad.
Producida la Revolución del 11 de septiembre de 1852 pasó a integrar la escuadra del Estado de Buenos Aires al mando del teniente Zacarìas Peralta.
A comienzos de 1853, con una tripulación de 37 hombres, fue llevado desde los Pozos a la rada exterior por el vapor La Merced pero su actuación sería en extremo breve.
Iniciada la Guerra entre la Confederación Argentina y el Estado de Buenos Aires y el sitio de Buenos Aires un bloqueo naval cerró el cerco y en enero de 1853 el 25 de Mayo fue atacado y capturado por el vapor Correo, siendo trasladado al fondeadero de la escuadra de la Confederación.
Al venderse el comandante de la escuadra nacional John Halstead Coe, el pontón regresó a la escuadra porteña y permaneció nuevamente estacionario en la rada exterior al mando sucesivo de los tenientes Antonio Larosa y Mamerto Garay (1853), Francisco Gambier (1854) y del subteniente Emiliano Goldriz.
En septiembre de 1857 su estado hizo necesario su reemplazo. El 1 de octubre de 1857 la 25 de Mayo fue reemplazada como pontón en rada exterior por la barca Thorndike, ahora llamada pontón Castelli.
La 25 de Mayo pasó a servir como pontón carbonero, esta vez fondeado en Balizas Interiores, al mando del subteniente Carlos M.Villamonte y a partir de 1859 del capitán mercante Domingo Perajo. En 1860 fue retirada por completo del servicio, siendo entonces desguazada y vendida como leña.